# 穿在中途島
《穿在中途島》是在台灣公共電視播放的一個電視紀錄片系列，本系列共有六集，分別為「胸罩」、「洋裝」、「秋裝上市」、「牛仔褲」、「鞋子」與「薩爾瓦多日記」等六部紀錄片，在2009年5月7日首播。本系列由賀照緹擔任製作人，並與黃信堯及萬蓓琪等人共同執導，更邀請萬芳爲紀錄片擔任旁白
。

## 分集介紹

### 第一集
胸罩--夢想的曲線  /  導演：賀照緹
中國女性傳統的內衣，從肚兜開始，隨著時代的演進、改革的開放，以及受到西方文化的影響，胸罩取代了傳統的肚兜，成為每個女人生活中的必需品。胸罩在台灣的發展更是重要，因為台灣曾經是重要的胸罩代工地。
特別的是，當西方的胸罩流行趨勢隨著女權的發展，多數的胸罩開始強調解放女性的身體，但台灣卻恰恰相反，越來越多的胸罩強調塑形的機能性，將胸部集中托高的訴求更是每個品牌競爭的重點項目，甚至國外知名的品牌為了打進台灣的市場，都必須特別設計不同的款式來迎合台灣人的喜好。除了一般胸罩外，台灣人更進一步發展出機能性塑身衣，把西方淘汰掉的馬甲重新套回女性身上，究竟是什麼樣致命的吸引力，能讓台灣的女性對如此束縛的內衣趨之若鶩。

### 第二集
洋裝--我們的衣服從哪裡來  /  導演：黃信堯
五分埔在現代年輕人的耳中一定不陌生，一提起它就讓人想到便宜服飾、韓貨的集散地。但是其實五分埔這個地方，在台灣的歷史上有著更特別及重要的地位，在量販成衣代工廠在台灣興盛之前，它曾經是台灣手工洋服最大的廠區。隨著成衣代工廠在台灣的崛起，手工訂做洋服也隨之沒落。
但是量販成衣的榮景並沒有維持太久，隨著全球化及美國成衣政策的政治角力影響下，台灣的訂單迅速地流失，成衣工廠無預警的關廠，工廠女工在論件計酬的薪資結構下沒有獲得任何的補償及保障，女工們將青春年華投注在成衣廠裡，到頭來卻連基本的資遣費都追討無門，長時間的抗爭只為了捍衛自己的尊嚴和權益，卻仍有許多人無法理解他們的委屈而冷言相向，台灣的成衣業就在這樣的情形下黯然離場。
而今五分埔裡同樣的建築，同樣的空間，如今卻儼然成為台灣最大的成衣批發市場，一間間的服飾店賦予這些巷弄新的生命，但卻也仍舊是與我們的衣服緊密相連的關係。

### 第三集
秋裝上市--尋找下一個台灣服裝設計師  /  導演：萬蓓琪

### 第四集
牛仔褲--細節的迷戀  /  導演：賀照緹
在現代的服裝潮流中，牛仔褲幾乎可以說是征服了每一個人，不管今天身處何種場合，從事何種職業，牛仔褲已然成為我們生活當中一種不可或缺的服飾。而牛仔褲的發展除了跟隨著當時流行的趨勢而設計之外，更有許多人對於因為牛仔褲有著莫名的迷戀，從而透過細微的剪裁、自我的加工，將一條條原本看似平凡的牛仔褲，轉變為獨一無二凸顯自我風格的重要配件。而除了自我風格的實現外，我們更可以從這些看似病態對於細節的迷戀中，看見整個產業鏈在時代下的演變。

### 第五集
鞋子--遊牧的製鞋人  /  導演：賀照緹
台灣曾經是非常重要的鞋子出口國，鞋業的代工在台灣有過短暫但輝煌的歷史，隨著全球化的影響，台灣的製鞋產業為了追尋更低的成本以獲得更好的利潤，大舉外移至中國大陸及東南亞，除了製鞋本身的代工廠外，配合的加工廠也只能不斷隨著外移設廠，也因此他們笑稱自己是遊牧民族。
本片透過一個加工廠老闆的第二代的視角，他雖然沒有選擇繼承家業，但仍對這個從小養育他長大的產業有著強大的情感及好奇，也因此促使他踏上中國大陸開始一段特別旅程，拜訪了許多曾經與他父親合作的台商製鞋廠，每個工廠都有其獨特的經營方式和管理哲學，但相同的是，他們都很清楚要能在一波波全球化下的浪潮中存活的唯一方式，就是不斷的遊牧。

### 第六集
薩爾瓦多日記  /  導演賀照緹
在薩爾瓦多的一間台商成衣加工廠，在工會幹部與資方的談判過程中資方撤資關廠，所有工人頓時失去生計，索性再透過國際組織的協助及工人的跨國抗爭下，2002年，資方首度在關廠後回頭與工人談判，並因此成立了首間由工人自主經營管理的工廠Just Gaments（公平成衣廠）。台灣的世新大學社會發展研究所的陳信行副教授，是當初積極協助此次抗爭與談判的一位重要推手，當時也在薩爾瓦多現場見證了Just Gaments成立的歷史時刻。
從2002的抗爭開始，陳信行副教授就持續與Just Gaments的法人代表席貝多（Garcia Gilberto）維持書信聯繫，密切關心Just Gaments的營運狀況，一直到2006年底，席貝多捎來壞消息，Just Gaments的營運似乎遇到空前的困難，陳信行因此決定於2007年春天直接前往薩爾瓦多，希望能與席貝多及工會幹部們面對面商討如何度過困難，但一下飛機的陳信行，卻從來接機的席貝多口中意外得知Just Gaments因繳不出廠租，工廠被房東蓄意鎖上，不讓工人入場工作，形同關廠。
遠道而來的陳信行，與Just Gaments的所有工人及工會幹部一起面對關廠的沈痛事實，卻也意外從不同角度重新認識這些共同奮戰多年的戰友們，透過實際拜訪了工會幹部華津和伊蓮娜的家，了解了除了工人的困境之外，這些幹部們同樣面臨了家庭及經濟問題，以及對工人們的強大責任壓力，還有在歷經薩爾瓦多內政動盪的威權年代，這些工會幹部對於自身家庭不能言說自己的工作身份，無法從家庭中得到認同與支持，但他們在如此艱困的環境中卻依舊堅強正面的努力著，深深感動了陳信行，也讓他們彼此重新建立起不同以往的跨國友誼。

## 外部連結
- . 公共電視.   [2013-11-19]. （原始内容存档于2016-03-04）.
- . 苦勞網.   [2013-11-19]. （原始内容存档于2016-03-05）.